# Daian-ji
Daian-ji (大安寺) é um dos Sete Grandes Templos (南都七大寺, Nanto Shichi Daiji) da cidade de Nara, no Japão, fundado durante o período Asuka.

## História
O livro Nihon Shoki (日本書紀) regista a fundação do templo Kudara Dai-ji (百済大寺), o antecessor de Daian-ji, em 639 durante o reinado do Imperador Jomei (舒明天皇, Jomei-tennō). Um pagode de nove andares foi construído pouco depois. Após a mudança do templo durante o reinado do Imperador Tenmu (天武天皇, Tenmu-tennō), as escavações arqueológicas descobriram as fundações do sítio de Daikandai-ji (大官大寺), como era então conhecido, a setecentos metros ao sul do Monte Kagu. Tal como aconteceu com os templos budistas Yakushi-ji (薬師寺) e Gangō-ji (元興寺), o templo Daikandai-ji foi transferido para a nova capital de Heijō-kyō em 716/7 e reconstruído com o nome Daian-ji em 729. O templo perdeu sua importância quando a capital foi transferida para Quioto no final do período Nara. A maior parte do templo foi destruída devido a uma sucessão de incêndios, um tufão em 1459 e por terramotos em 1585 e 1596. As bases de pedra dos antigos pagodes gémeos foram retiradas para serem reutilizadas no templo xintoísta Kashihara Jingū (橿原神宮) em 1889, enquanto as ruínas dos outros edifícios eram transferidas para as propriedades adjacentes.

## Tesouros

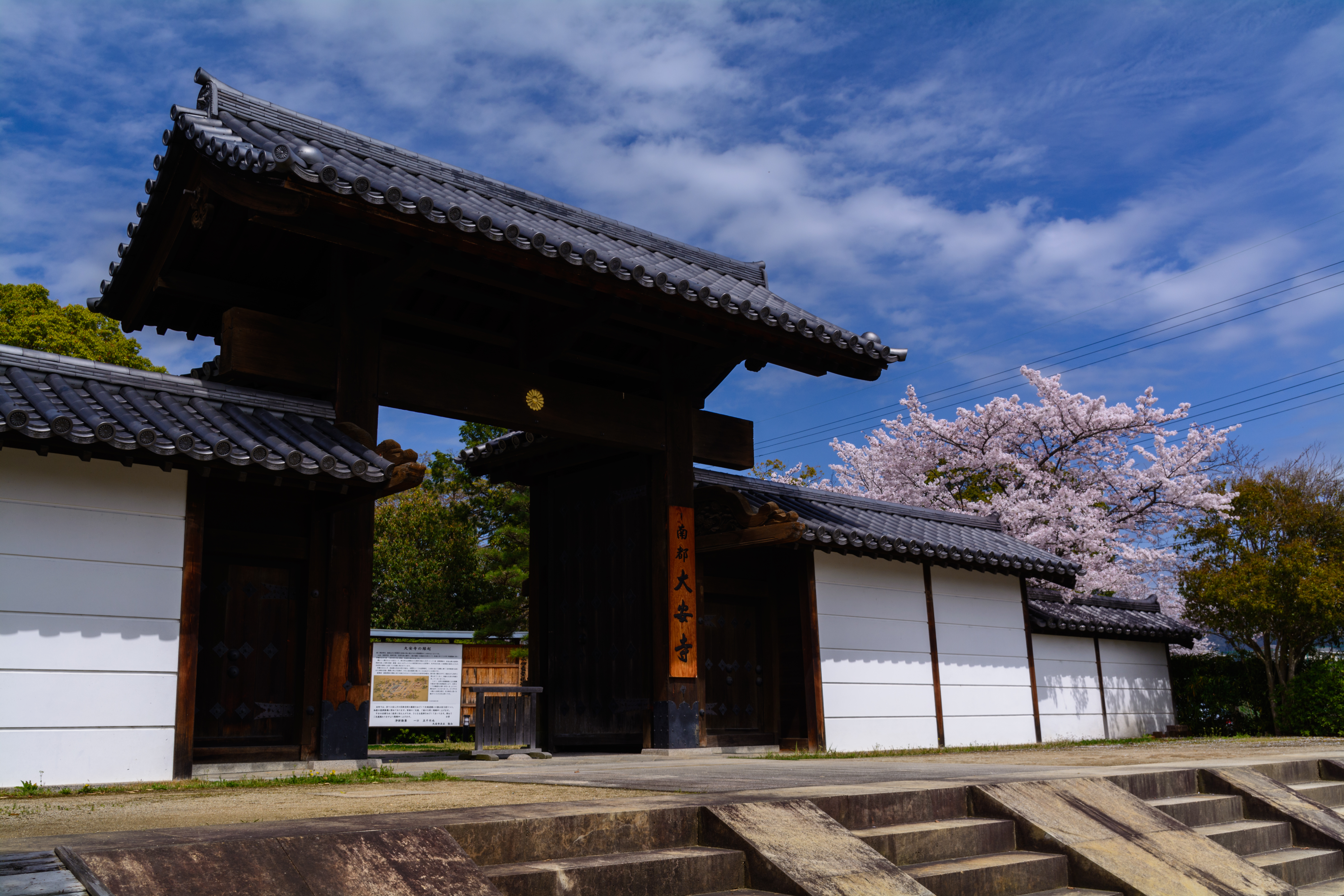
Portão sul do templo Daian-ji.

O templo abriga nove estátuas pertencentes a um estilo conhecido como Daianji-yoshiki, mas a célebre estátua de Sakyamuni, que foi descrita no século XII por Oe no Chikamichi em Shichidaiji Junrei Shiki como a melhor obra de Nara, encontra-se atualmente perdida. As seguintes estátuas do período Nara foram classificadas como Propriedades Culturais Importantes do Japão: Jūichimen Kannon, Senjū Kannon, Fukūkensaku Kannon, Yōryū Kannon, Shō Kannon, e um conjunto dos Quatro Reis Celestiais. Os arquivos do templo que datam da era Tenpyō (747), também foram classificados como Propriedades Culturais Importantes do Japão e são conservados na província de Chiba.